# Le vent nous portera
Le vent nous portera è un singolo del gruppo musicale francese Noir Désir, pubblicato nel 2001 come estratto dall'album Des visages des figures.

## Descrizione
La title track Le vent nous portera racconta la storia di due personaggi inseparabili, le cui memorie si tramanderanno. Il titolo, tradotto in italiano, significa letteralmente "il vento ci guiderà". Manu Chao partecipa alla title track del singolo suonando la chitarra.
Si tratta del singolo di maggior successo del gruppo francese, avendo venduto più di 900 000 copie e raggiungendo la vetta della classifica italiana nell'estate 2002.

## Tracce
12", CD single, 2001
Testi di Bertrand Cantat, musiche di Noir Désir.
1. Le vent nous portera – 4:44
2. Moriyn Moriyn – 7:46

Durata totale: 12:30
CD promo, 2001
Testi di Bertrand Cantat, musiche di Noir Désir.
1. Le vent nous portera – 4:44

CD Maxi, 2002
Testi di Bertrand Cantat, musiche di Noir Désir.
1. Le vent nous portera – 4:44
2. Des visages, des figures – 5:12
3. Moriyn Moriyn – 7:46

Durata totale: 17:42

## Classifiche

### Classifiche internazionali
| Paese       | Posizione raggiunta |
| ----------- | ------------------- |
| Francia     | 3                   |
| Italia      | 1                   |
| Belgio      | 7                   |
| Paesi Bassi | 39                  |

### Classifiche italiane
| Posizione | 10 | 16 | 11 | 7 | 6 | 2 | 01 | 01 | 01 | 01 | 02 | 03 | 05 | 05 | 04 | 06 | 14 | 08 | 16 | - |

## Crediti

### Musicisti
- Manu Chao - chitarra
- Fabrice Gand - corno inglese, oboe
- Romain Humeau - corno inglese, violini
- Akosh Szelevényi - clarinetto, kalimba

### Personale tecnico
- Romain Humeau - arrangiamenti

## Cover
Esistono numerose cover della title track.
- La cantante svizzera Sophie Hunger ne canta una versione nell'album 1983 del 2010.
- Nello stesso anno il gruppo musicale tedesco Element of Crime ne esegue una cover nell'album Fremde Federn.
- Cristiano De André ne esegue una versione in italiano intitolata Il vento soffierà e contenuta nell'album Come in cielo così in guerra del 2013.
- Felix Meyer & Beppe Gambetta la cantano dal vivo in tedesco con il titolo Der Wind trägt uns davon.[5].
- La cantautrice italiana Margherita Pirri ne esegue una cover in francese, inclusa nell'album Music from the World del 2020.